# 広島高速3号線

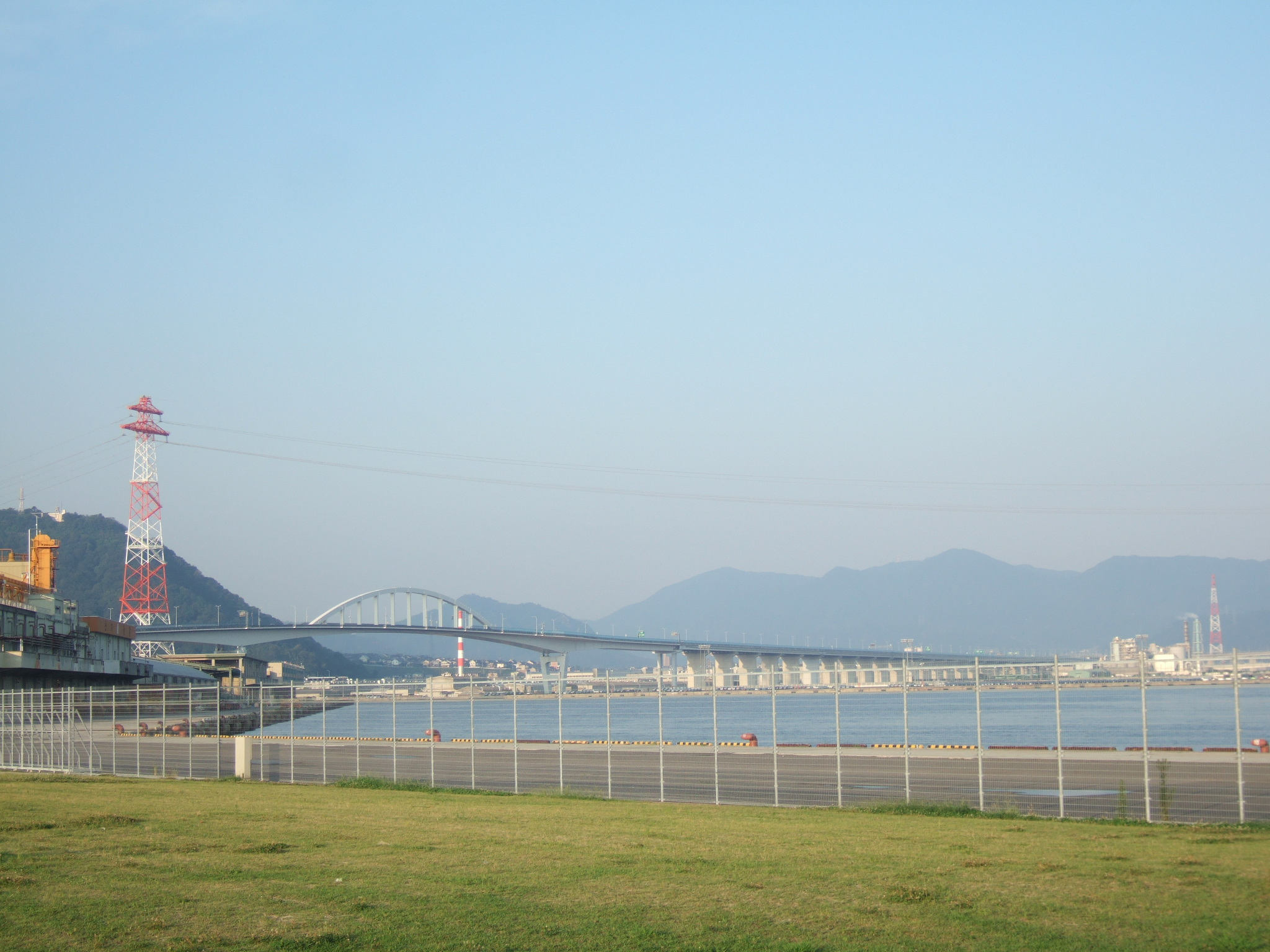
宇品大橋から仁保JCT方面

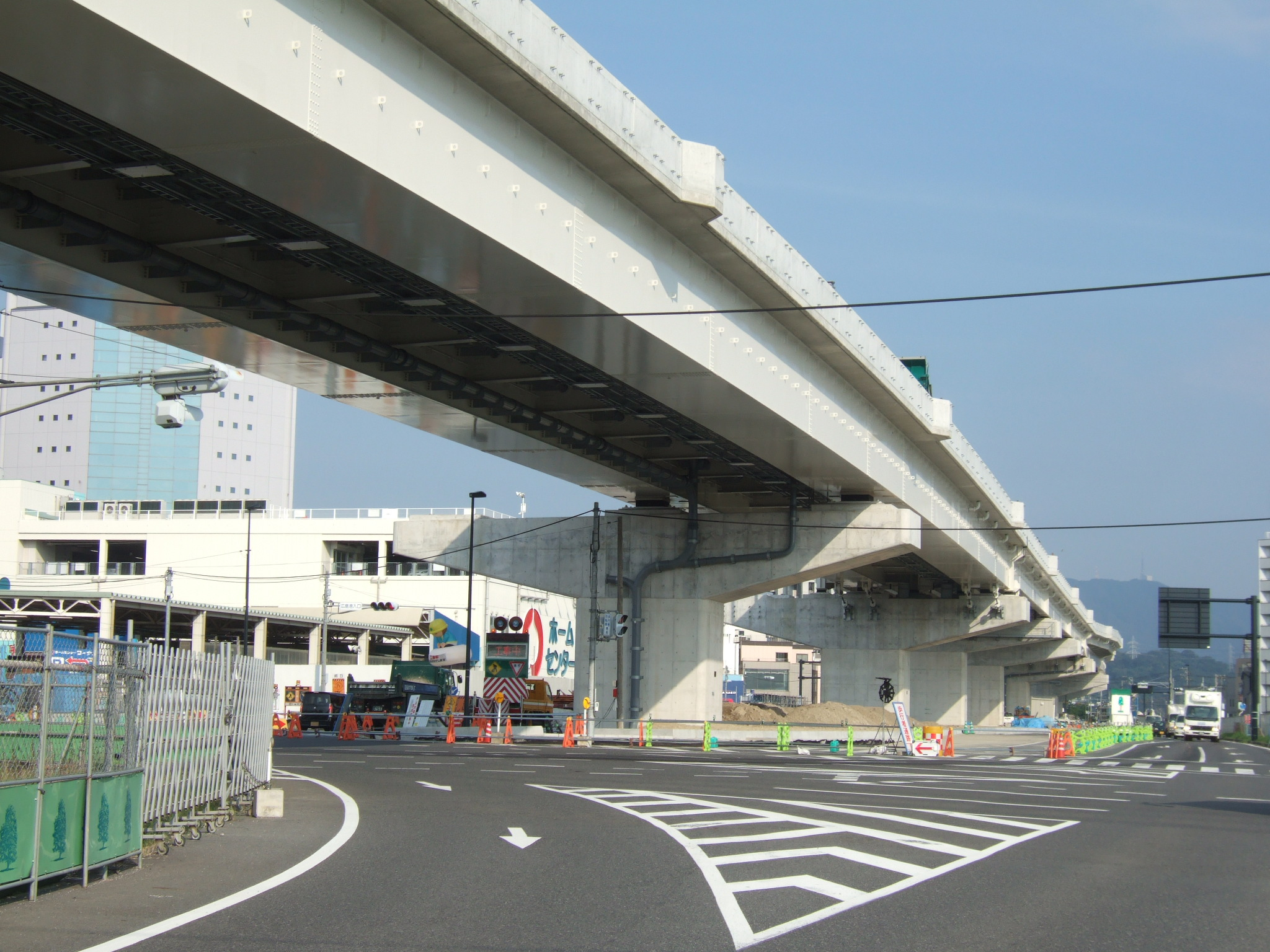
広島港ターミナル付近（建設中）

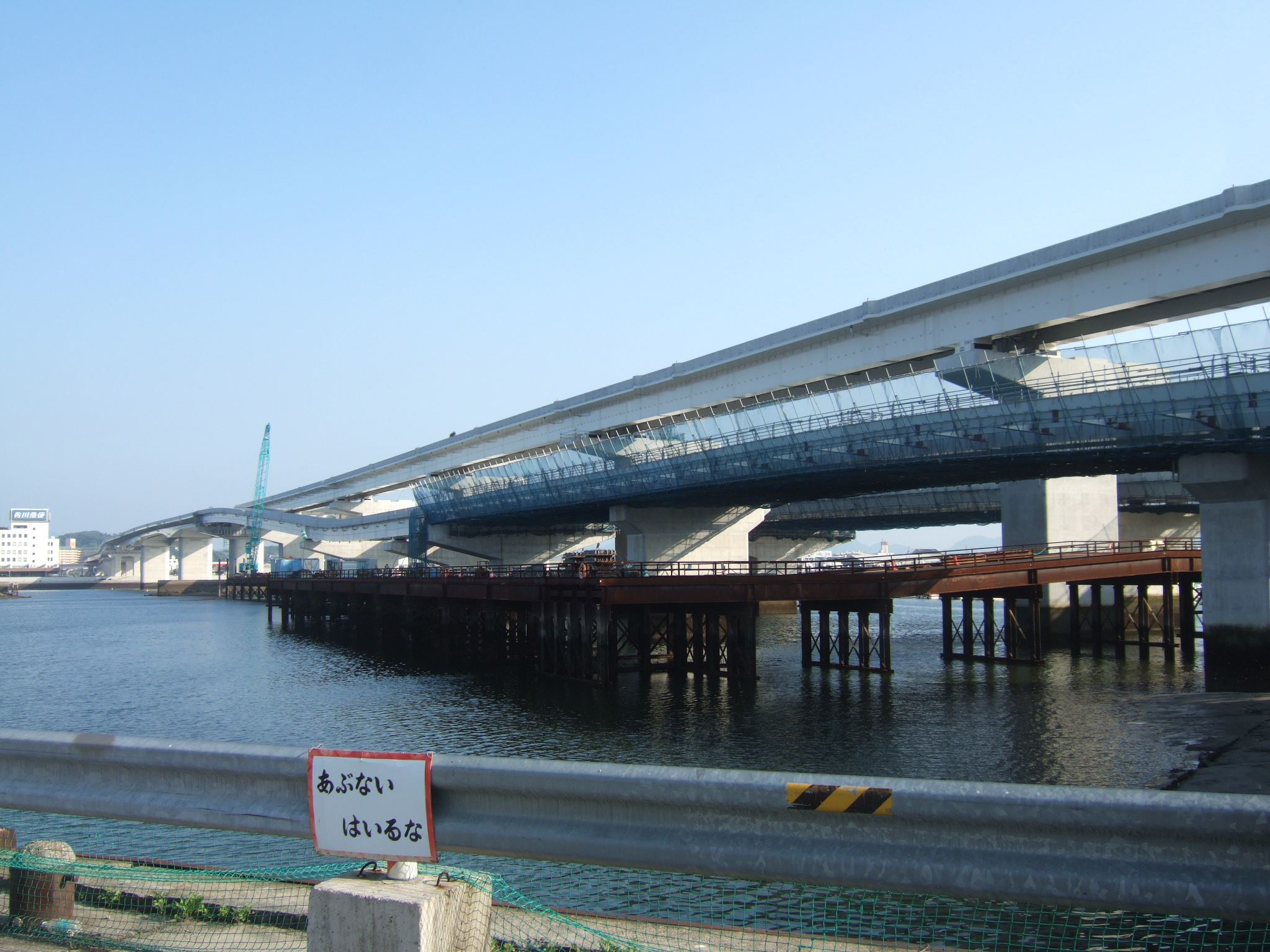
出島出入口-吉島出入口間

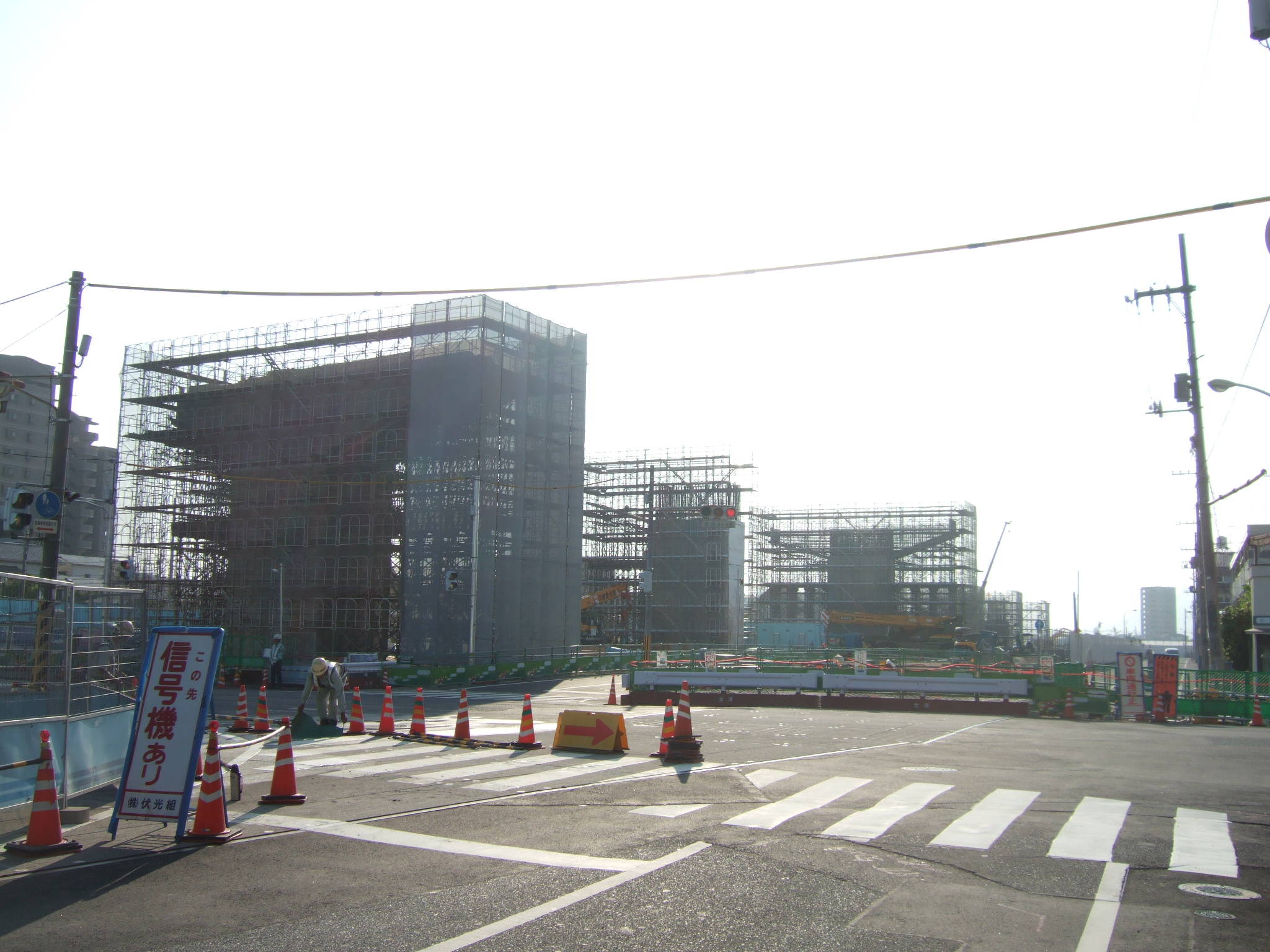
吉島出入口から江波出入口・観音出入口方面を見る（建設中）

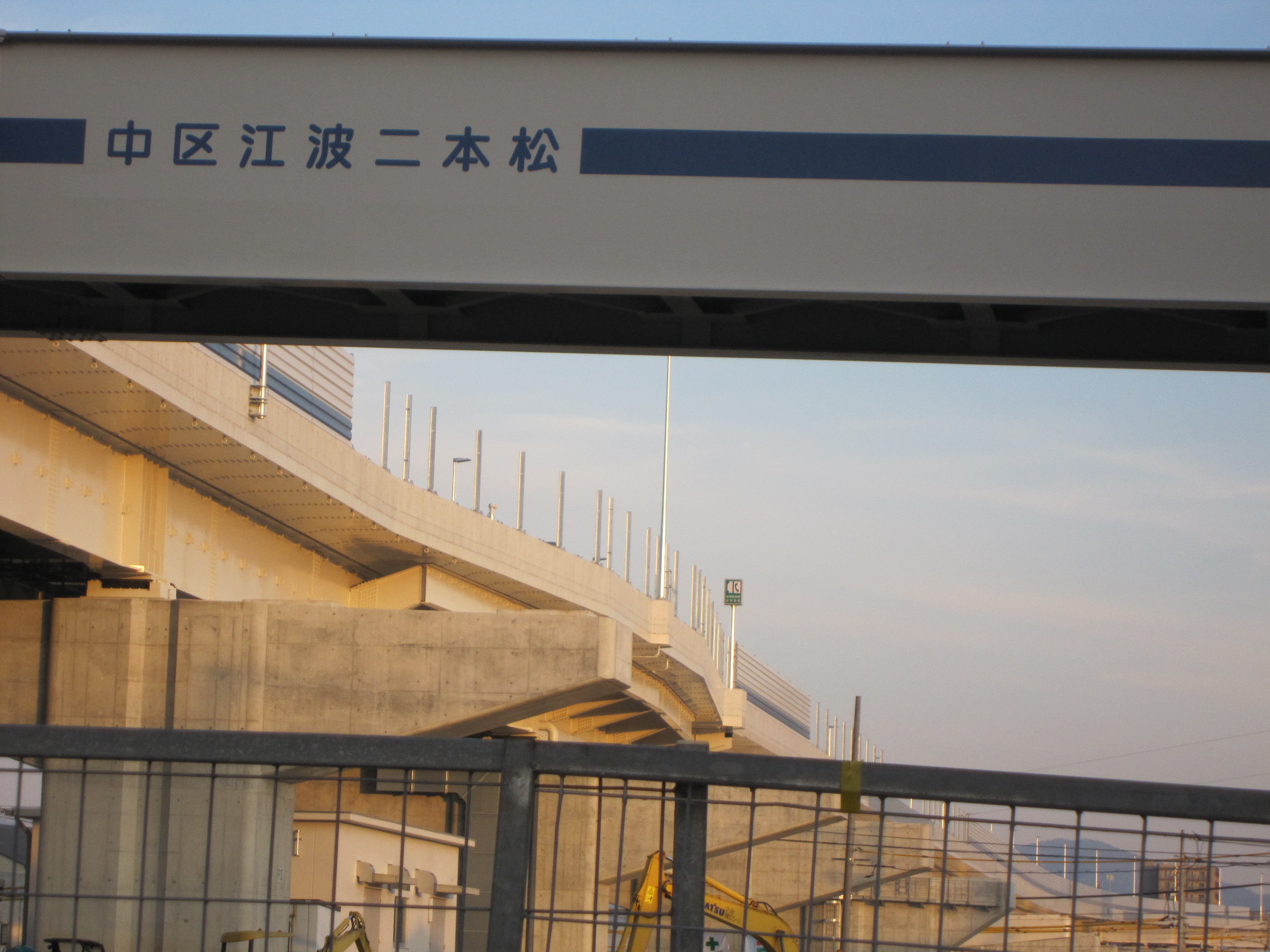
江波出入口付近から・吉島方面を見る（建設中）

広島高速3号線（ひろしまこうそく3ごうせん）は、広島県広島市南区の仁保JCTから広島県広島市西区の観音出入口へ至る広島高速道路の路線である。広島県安芸郡海田町日の出町から広島県廿日市市地御前に至る総延長23.3kmの広島南道路の一部である。

## 概要
- 規格 : 第2種第1級（自動車専用道路）
- 道路幅員
  - 高架部 : 19.25m（4車線）
    - （暫定2車線区間10.50m）
- 設計速度 : 80km/h
- 車線幅員 : 3.25m
- 車線数 : 4車線（暫定2車線区間約5.1km）
- 最高速度 : 60km/h

広島南道路の計画によると広島岩国道路 廿日市ICへと延伸する計画であり、開通すれば山陽自動車道の交通混雑緩和が期待出来る。この原因は広島市内から岡山方面、九州方面も市街地に近い広島ICに利用者が集中する為である。

## 接続高速道路
- 広島南道路（観音出入口で接続）
- E31 広島呉道路（仁保JCTで接続）
- 広島高速2号線（仁保JCTで接続）
- 海田大橋（仁保JCTで接続）

## 出入口など
- 施設欄の背景色が■である区間は未開通区間または未供用施設に該当する。

| 施設名                           | 接続路線名                             | 起点 から （km） | 備考                                                                 | 所在地 |
| -------------------------------- | -------------------------------------- | ---------------- | -------------------------------------------------------------------- | ------ |
| 海田大橋                         |                                        |                  |                                                                      |        |
| 仁保JCT                          | 広島高速2号線 E31 広島呉道路           | 0.0              | 海田大橋から広島高速2号線への分岐部が起点 仁保JCTのキロポストは0.2KP | 南区   |
| 宇品大橋                         | -                                      | ↓                | この類の橋では 中央支間長日本一                                      | 南区   |
| 宇品出入口                       | 国道2号広島南道路                      | 2.6              | 仁保方面出入口                                                       | 南区   |
| 出島出入口                       | 国道2号広島南道路 広島市道鷹野橋宇品線 |                  | 商工センター方面出入口                                               | 南区   |
| 元安川大橋                       | -                                      | ↓                |                                                                      | 南区   |
| 吉島出入口                       | 国道2号広島南道路 広島市道中島吉島線   | 4.8              | 仁保方面出入口                                                       | 中区   |
| 本川大橋                         | -                                      | ↓                |                                                                      | 中区   |
| 天満川大橋                       | -                                      | ↓                |                                                                      | 中区   |
| 都市高速観音料金所               | -                                      | 7.6              | 本線料金所                                                           | 西区   |
| 観音出入口                       |                                        | 7.7              | 商工センター方面出入口                                               | 西区   |
| 広島南道路 自動車専用部 （無料） |                                        |                  |                                                                      |        |

(注) 吉島出入口 - 観音出入口間に、江波出入口 （商工センター方面出入口のみ）が設置予定である。

## 歴史
- 2000年（平成12年）3月19日 : 仁保JCT - 宇品出入口 (2.6 km)開通。（完成4車線）
- 2010年（平成22年）4月26日 : 宇品出入口 - 吉島出入口 (2.2 km)開通。（暫定2車線）
- 2014年（平成26年）
  - 3月16日 : 広島南道路ウォーキング開催
  - 3月23日 : 吉島出入口 - 観音出入口 (2.9 km)開通により全線開通。（暫定2車線）

## 交通量
24時間交通量（台）　道路交通センサス
| 区間                    | 平成17（2005）年度 | 平成22（2010）年度 | 平成27（2015）年度 |
| ----------------------- | ------------------ | ------------------ | ------------------ |
| 仁保JCT - 宇品出入口    | 6,897              | 13,910             | 22,509             |
| 宇品出入口 - 出島出入口 | 調査当時未開通     | 4,577              | 13,080             |
| 出島出入口 - 吉島出入口 | 調査当時未開通     | 4,843              | 16,654             |
| 吉島出入口 - 観音出入口 | 調査当時未開通     | 調査当時未開通     | 9,735              |

（出典：「平成22年度道路交通センサス」・「平成27年度全国道路・街路交通情勢調査」（国土交通省ホームページ）より一部データを抜粋して作成）
- 令和2年度に実施予定だった交通量調査は、新型コロナウイルスの影響で延期された[1]。